# Greenidea kuwanai
Greenidea kuwanai är en insektsart som först beskrevs av Theodore Pergande 1906.  Greenidea kuwanai ingår i släktet Greenidea och familjen långrörsbladlöss. Inga underarter finns listade i Catalogue of Life.